# Langstein Station
Langstein Station (Langstein stasjon) er en tidligere jernbanestation på Nordlandsbanen, der ligger ved bygden Langstein i Stjørdal kommune i Norge.
Stationen åbnede som holdeplads 29. oktober 1902, da banen blev forlænget fra Stjørdal til Levanger. Den blev opgraderet til station i 1906. Den blev fjernstyret 9. januar 1977 og gjort ubemandet 1. april 1979. Betjeningen med persontog blev indstillet fra 23. maj 1993 til 29. maj 1994 og igen fra 11. juni 2000.
Stationsbygningen blev opført i 1902 efter tegninger af Paul Due og består af en stueetage i sten og en førstesal i træ. Stueetagen rummede i sin tid ventesal, ekspeditionslokaler og pakrum, mens førstesalen blev benyttet som tjenestebolig for stationsforstanderen. Stationsbygningen og området omkring det blev fredet i 2002. Årsagen til fredningen var, at man ønskede at bevare en arkitektonisk, bygningshistorisk og jernbanehistorisk værdifuld bygning fra åbningen af banen. Desuden ønskede man at bevare stationsanlægget, som det fremstår med perron, spor, haver, vej og rampe.